# دزولی-کوشی
دزولی-کوشی (به لاتین: Zol-Göyəç) یک منطقهٔ مسکونی در گرجستان است که در شهرداری بولنیسی واقع شده‌است. دزولی-کوشی ۱٬۱۹۹ نفر جمعیت دارد و ۷۶۰ متر بالاتر از سطح دریا واقع شده‌است.